# Эффективный радиус

Эффективный радиус R_{e} показывает область галактики, в которой излучается половина света.

Эффективный радиус ({\displaystyle R_{e}}) галактики  — радиус, в пределах которого излучается половина всего излучаемого галактикой света.  Данное определение подразумевает, что галактика обладает сферической симметрией или по крайней мере круговой симметрией в проекции на небесную сферу.  Для объектов, не обладающих данными симметриями, можно использовать контур или изофоту, внутри которых излучается половина света.
Эффективный радиус является важным параметром в законе де Вокулёра, показывающем зависимость поверхностной яркости от видимого расстояния до центра галактики
{\displaystyle I(R)=I_{e}\cdot e^{-7.67\left({\sqrt[{4}]{\frac {R}{R_{e}}}}-1\right)},}
где {\displaystyle I_{e}} равна поверхностной яркости при {\displaystyle R=R_{e}}. При {\displaystyle R=0}
{\displaystyle I(R=0)=I_{e}\cdot e^{7.67}\approx 2000\cdot I_{e},}
то есть поверхностная яркость центра галактики составляет приблизительно {\displaystyle 2000\cdot I_{e}}.